# Limnophila kershawi
Limnophila kershawi là một loài ruồi trong họ Limoniidae. Chúng phân bố ở miền Australasia.